# Točník
Točník település Csehországban, a Berouni járásban. Točník Bzová, Žebrák, Drozdov, Hředle és Březová településekkel határos. Lakosainak száma 263 fő (2024. január 1.).

## Népesség
A település lakosságának változását az alábbi diagram mutatja:
| Lakosok száma | 281  | 290  | 250  | 186  | 273  | 238  | 235  | 239  | 254  | 263  |
|               | 1869 | 1890 | 1921 | 1950 | 1980 | 2001 | 2017 | 2019 | 2022 | 2024 |